# Dextropropoxifeno
El dextropropoxifeno es un fármaco analgésico sintético que presenta propiedades típicas de la familia de los opioides. Es un polvo cristalino blanco o ligeramente amarillo. Si actúa sobre receptores opioides, es cinco veces menos potente que la morfina. Su comercialización fue suspendida en 2010. Se indicaba en dolencias de intensidad leve o moderada. Como la codeína y el tramadol está clasificado como analgésico de nivel 2 por la OMS.
Es un derivado de la difenilpropilamina.

## Precauciones
El dextropropoxifeno puede causar Drogodependencia y tolerancia a la sustancia y la suspensión brusca de un eventual tratamiento puede dar lugar a síndrome de abstinencia. Puede tener también otros efectos secundarios.

## Suspensión de su comercialización
En 2010 la Agencia Española de Medicamentos y Productos Sanitarios suspendió su comercialización. Consideró que el dextropropoxifeno tiene un alto riesgo de sobredosis, sobre todo accidental, y que no existen medidas para disminuir el mismo o prevenirlo.